# 담바데니야 왕국
담바데니야 왕국(싱할라어: දඹදෙණිය රාජධානිය)은 1220년부터 1345년까지 오늘날의 스리랑카섬에 존재했던 중세 왕국이다.

## 역사

### 창립
담바데니야를 수도로 선택한 첫 번째 왕은 비자야바후 3세였다. 그는 침략자 칼링가 마가의 적대적인 활동으로 인해 여러 방면으로 도망친 승가들의 단합을 이끌어낼 수 있었고, 1226년 불교의 전당을 열어 불교 성직자들의 평화를 이끌어내는 데 성공했다.
파라크라마바후 2세는 비자야바후 왕의 뒤를 이어 왕위를 물려받은 왕이다. 그는 천재라고 여겨졌는데, 그는 훌륭한 시인이자 다작 작가였다. 그가 쓴 책 중에는 훌륭한 문학 작품으로 여겨지는 카우실루미나가 있다. 그 당시 스리랑카 내에 존재했던 삼국을 통일한 것이 그의 가장 큰 업적으로 여겨진다.
2대 파라크라마바후 왕의 장남인 보사트 비자야바후 왕이 1270년에 즉위했다. 그는 겸손한 행동과 종교 활동으로 잘 알려져 있다. 그는 재위 2년 차에 미타라고 불리는 대신에 의해 살해되었다.
형 비자야바후가 죽자 부바네카바후 1세는 치안을 이유로 수도를 야파후와로 옮겼다. 그는 작가로서 아버지의 뒤를 이어 형 비자야바후 4세가 시작한 종교 활동을 계속했다.

### 야파후와에서의 통치기
비자야바후 4세가 암살된 후, 그의 형은 몇몇 반체제 장군들과 계속된 갈등 끝에 부바네카바후 1세로 즉위하였다. 담바데니야를 불안정하다고 여겼던 그는 왕국의 수도를 야파후와로 옮겼다. 야파후와는 13세기 후 (1273–1284)에 스리랑카의 수도 역할을 했다. 시기리야 바위 요새 양식의 거대한 90 미터 높이의 바위 바위 위에 지어진 야파후와는 외국 침략자들에 대항하는 궁전이자 군사적 요충지였다.
궁전과 요새는 부바네카바후 1세 (1272–1284)에 의해 1273년에 지어졌다. 장식용 계단이 가장 큰 전시품이지만, 고대 전투 방어의 많은 흔적들은 여전히 남아있다. 바위의 꼭대기에는 부도, 보리수 외함, 그리고 승려들이 사용했던 바위 피난처/동굴이 남아 있는데, 이것은 이 지역의 많은 바위와 언덕들처럼 일찍이 이 장소가 불교 수도원으로 사용되었음을 보여준다. 바위의 바닥에는 여러 개의 동굴이 있으며, 그 중 하나에는 불상이 있는 사당이 있다. 하나의 동굴에는 브라흐미 문자가 새겨져 있다. 바위의 남쪽 바닥에는 두 개의 해자와 성벽이 있는 요새가 있다. 이 외함에는 불교 사당을 포함한 많은 건물들의 잔해가 남아 있다. 또한 칸디안 시대에 지어진 야와파와 라자마흐 비하라라고 불리는 사찰이 있다.
이 치아 유물은 담바데니야에서 가져와 세 번째 계단 꼭대기에 있는 목적을 위해 지어진 치아 사원에 보관되었다. 이 유물은 판디아에 의해 치아 사원에서 남인도로 옮겨졌고, 1288년 파라크라마바후 3세(1287–1293)에 의해 회수되어 폴론나루와의 안전한 곳에 임시로 안치되었다.
야파후와는 중세 스리랑카의 덧없는 수도 중 하나였다. 마타라와 갈레 사이에 위치한 야파후와의 성채는 주변 저지대 위로 거의 100미터 높이로 갑자기 솟아오른 거대한 화강암 바위 주변에 지어졌다.
1272년 부베나카바후 왕은 드라비다인들이 남인도에서 침입하자 수도를 폴론나루와에서 야파후와로 천도하여 치아사리를 가지고 왔다. 1284년 부베나카바후 왕이 사망한 후 남인도의 판디아인들이 다시 한번 스리랑카를 침공하여 야파후와를 함락한 후 치아사리를 강탈하는 데 성공했다. 야파후와는 함락된 후 버려졌으나 대다수의 불교 승려와 수행자들은 이곳에 여전히 남아있었다.

### 폴론나루와에서의 통치기
비자야바후 3세의 아들이자 파라크라마바후 2세의 손자였던 파라크라마바후 3세가 폴론나루와에서 왕으로 즉위하였다. 그는 판디아 왕국과 외교 관계를 맺음으로써 치아사리를 섬으로 다시 가져오려고 했다. 그는 성공적으로 치아사리를 반환받은 후 폴론나루와에 있는 치아 신전에 보관했다. 파라크라마바후 3세는 1303년에 사망했다.

### 쿠루나갈라에서의 통치기
부바네카바후 1세의 아들 부바네카바후 2세는 1303년 사촌의 뒤를 이어 수도를 인근 쿠루나갈라로 옮기고 1305년 사망할 때까지 2년간 통치했다.
쿠루나갈라는 1300년부터 1341년까지 스리랑카의 수도였다. 쿠루나갈라 지역의 수도이자 현재의 와얌바 지방인 쿠루네갈라는 싱할라계 왕조의 다섯 명의 왕이 군주로 군림하면서 약 반세기 동안 왕도로 사용되었다. 첫 번째 통치자는 야파후와의 부바네카바후 1세의 아들이자 폴론나루와의 파라크라마바후 3세의 사촌인 부바네카바후 2세 (1293–1302)였다. 그는 그의 아들 파라크라마바후 4세 (1302–1326)의 통치가 있은 지 얼마 되지 않아 그 뒤를 이었다. 파라크라마바후는 불교의 자타카 설화를 싱할라어로 번역했을 뿐만 아니라 케갈라 지역에 알루트누와라 드웨일 사원을 포함한 많은 사원들을 건립할 것을 의뢰했다. 9년 동안 통치한 그의 후계자 부바네카바후 3세와 통치자 비자야바후 5세와 부바네카바후 4세 이후의 두 명에 대한 이야기나 곧 수도가 다시 옮겨진 이유에 대해서는 알려진 것이 별로 없다. 하지만 부바네카바후 4세의 형제인 파르카마바후 5세가 감폴라라는 새로운 왕국(1344–1408) 아래에서 통치를 시작했다는 것은 잘 알려진 사실이다.
쿠루갈라는 한때 하스타일라푸라로 알려졌고 문학에서는 아투갈푸라(에타갈라)로 알려져 있었다. 그곳은 문자 그대로 번역된 "코끼리 바위의 도시"이고 풍경을 장식하는 코끼리 모양의 큰 바위 때문에 그렇게 이름이 지어졌다. 다른 큰 바위들과 함께 자리잡고 있는 민속 전설은 그 바위들이 어떻게 모두 동물로 변형되었는지에 대해 이야기한다. 예전에, 극심한 가뭄이 있었고 많은 동물들이 물을 먹기 시작하고 물 공급을 위협했을 때 사람들은 두려워했고, 그래서 한 지역 마녀가 그들 중 일부를 돌로 바꾸면서 도움을 주었다. 원숭이 바위와 거북이 바위와 같은 다른 바위들은 다른 동물들의 이름을 따서 명명되었고, 오늘날 코끼리 바위의 꼭대기에는 88피트의 거대한 불상이 있다.
쿠루나갈라는 또한 부처의 신성한 치아사리 유물이 보관되고 숭배되는 지역 중 하나였다. 13세기에 도시는 주요 성채를 가지고 있었고 오늘날 치아 유물 사원에는 몇 개의 돌계단과 출입구 일부를 제외하고 몇 개의 유적만이 남아 있다. 파라크라마바후 4세(1302–1326) 치세에 강력한 종교 부흥이 있었고 달라다 시리타에 기록된 바와 같이 유물과 관련된 의식이 보다 체계적인 방법으로 재배열되었다.
이후 수도가 바뀐 후 비라바후 왕에 의해 이 신성한 치아사리 유물은 콜롬보에서 가까운 새 수도 자야바르다나푸라 코테로 옮겨졌지만 1505년 포르투갈 식민지배로 불교 활동이 악화되고 유물의 안전을 우려한 불교 승려들이 마야둔네 왕이 다스리는 시타와카 왕국으로 몰래 옮겨졌다. 한동안 쿠루네갈라에서 약 13마일 떨어진 리디비하라 석굴 사원과 랏나푸라의 델가무바 비하라 등 여러 곳으로 옮겨져 보관되었다. 라트나푸라에서 비말라다르마수리야 1세(1592-1603)에 의해 마침내 이 치아사리 유물이 현재의 안식처인 센카다갈라(캔디)의 치아 사원으로 옮겨지게 된 것은 라트나푸라 출신 왕 비말라다르마수리야 1세였다. 이 모든 사건이 있기 전에도 이 치아사리 유물은 폴론나루와, 야파후와, 담바데니야에도 한동안 보관되어 있었다.
그 지역 전체와 그 인근에서, 다른 고고학 도시들과 유적지들이 다른 시기의 것들로 발견될 수 있다. 초기의 수도들은 방문객들이 12세기의 것으로 추정되는 불교 수도원들과 함께 해자가 있는 궁전의 유적들을 볼 수 있는 북서쪽의 판두바스누와라시, 13세기 중반의 것으로 추정되는 남서쪽의 담바데니야, 그리고 북쪽의 야파후와 요새(1301년경)를 포함한다. 부바네카바후 2세는 약 1300년에 쿠루나갈라를 왕국으로 설립했다. 그의 아들은 파라크라마바후 4세의 뒤를 이었다.

### 파라크라마바후 4세의 치세
그는 쿠루나갈라 시대의 가장 위대한 왕이다. 그는 불교, 교육, 문학에 대한 그의 봉사 때문에 판디타 파라크라마바후 2세로 알려져 있다. 그의 공헌와 권위는 쿠루니갈라 너머에서 캔디, 케갈레, 콜롬보, 라트나푸라, 칼루타라, 갈레 및 대부분의 남부 지역까지 목격되었다. 그는 달라타 시리트타라는 이름의 책을 썼다. 그는 캔디에 아시리야 비하라야를 지었다.

### 파라크라마바후 4세 이후
부바네카바후 3세와 비자야바후 5세(사불루 비자야바후)라는 두 명의 왕이 왕국을 통치했다.

## 문화

### 교육
파라크라마바후 4세는 부바네카바후 2세의 아들로 판디타 파라크라마바후라고도 알려진 매우 현명하고 똑똑한 왕이었다. 그는 '달라다 시리타'를 쓰는 일을 맡았다. 그는 마하누와라를 센카다갈레로 개명했고, 왕은 팔리어 책을 싱할라어로 번역하는 일도 맡았다.
- 1) 싱할라 보디완사야
- 2) 산다 킨두루 다 카바

### 문학
담바데니야 시대는 싱할라 문학의 황금기로 여겨진다. 이 시기에 싱할라 투파밤사, 달라다 시리스타, 사라조티말라이 등 중요한 문학 작품들이 집필되었다. 이 시기에 싱할라어, 팔리어, 산스크리트어로 된 여러 권의 책들이 집필되었다. 그 중에는 카우실루미나, 무와데와타, 시다스 상가라와, 부트사라나, 사드르마 라트나왈리야 등의 시집들이 있다. 이 시기의 비문으로는 쿨가마 마빌리피티야, 나람바데 우두둠바라 리피야, 람부카나 드왈라 리피야, 알루트누와라 드왈라 리피야, 갈라파타 비하라야 실라 리피야 등이 있다. 파라크라마바후 2세는 비수디 마르가 산나사와 카비실루미나 등 두 권의 책을 집필하였다.

## 같이 보기
- 스리랑카
- 스리랑카의 역사